# Fabergého vejce

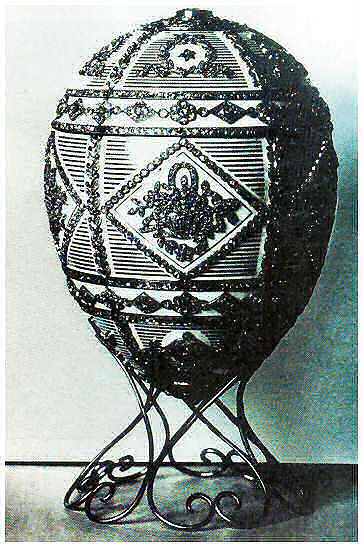
Fabergého vejce „Na památku Alexandra III.“. (Zmizelo po ruské revoluci)

Fabergého vejce jsou zlaté klenoty ve tvaru velikonočního vejce, které vytvořil ruský zlatník a klenotník Carl Fabergé z rodiny původem hugenotských uprchlíků z Německa a jeho spolupracovníci (zlatníci a glyptici) v původně rodinné klenotnické dílně v Petrohradu v období let 1885–1917.
Slovní spojení «Vejce Fabergé» se stalo především synonymem nádhery a symbolem bohatství klenotů ruského carského dvora a předrevolučního Ruska; kromě toho také obecně výrazem pro druh klenotů v podobě vajec s překvapením uvnitř.
Odhaduje se, že bylo vyrobeno kolem sedmdesáti těchto klenotů (zdokumentováno 71), z toho padesát dvě na zakázku carské rodiny (tzv. carská velikonoční vejce), další pak pro Fabergého stálé nebo prominentní zákazníky. Nápady a výtvarné provedení kromě Fabergého obstarávali tři zlatničtí mistři, zde uvedení v chronologickém pořadí práce: 1. Erik August Kollin, 2. Michail Perchin, 3. Henrik Wigström. Do současnosti se dochovalo 43 exemplářů.

## Historie vzniku

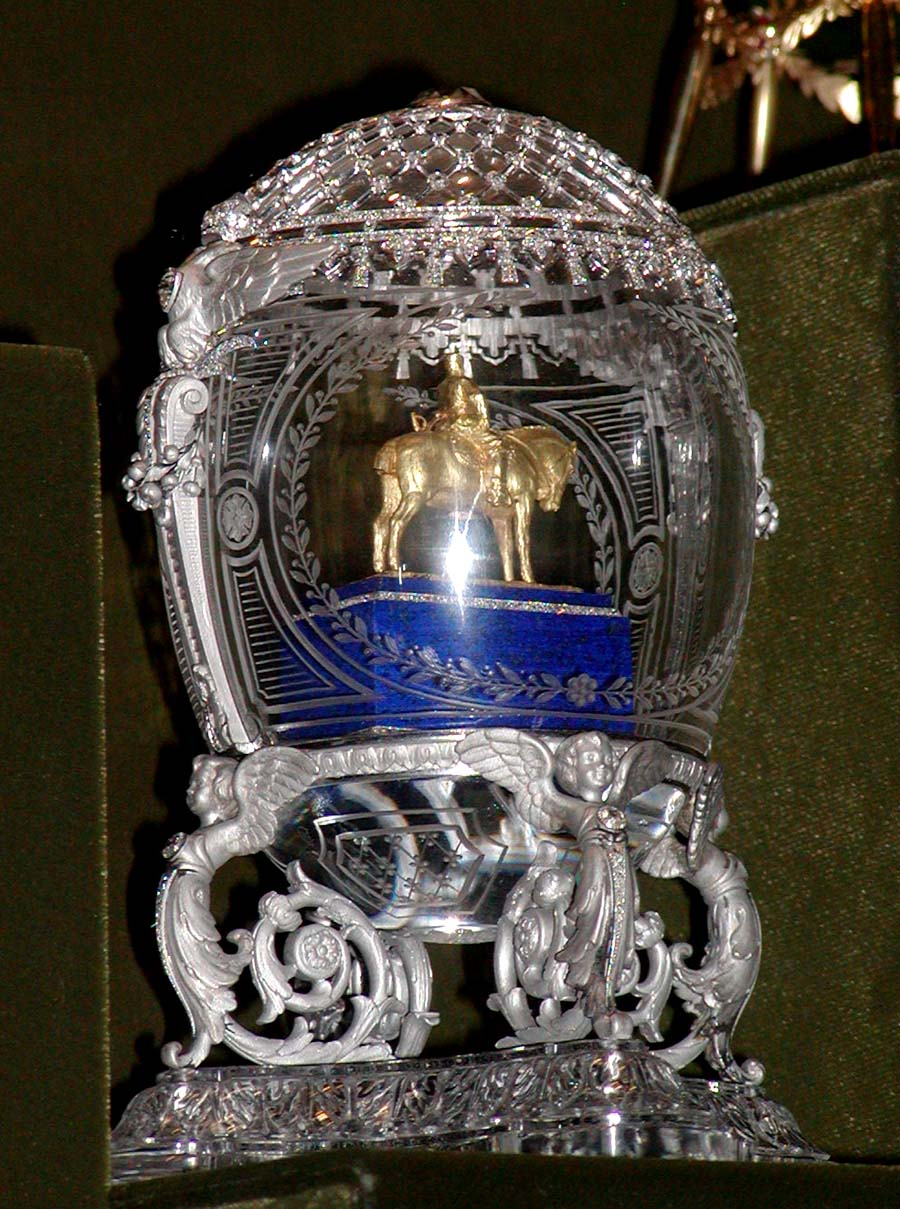
Fabergého vejce

První vejce objednal roku 1885 car Alexandr III. jako dar pro svou ženu, carevnu Marii Fjodorovnu k 20. výročí jejich zasnoubení a až do konce svého života († 1894) své manželce každý rok u příležitosti Velikonoc věnoval další takový klenot. Jeho syn Mikuláš II. v otcem započaté tradici pokračoval s tím, že obdarovával jak svou matku, tak svou manželku. Každé další vejce bylo pro dárce i obdarovaného překvapením. Z období rusko-japonské války v letech 1904–1905 nejsou známy identifikovatelné exempláře. Poslední dvě vejce z roku 1917 se již v důsledku dramatických převratných událostí Ruské revoluce k carské rodině nedostala, protože byla dokončena až po její internaci a následné popravě.
Sedm vajec si objednal majitel zlatých dolů Alexander Kelch z Moskvy, který již po roce 1905 přišel o veškerý majetek. Po jednom vejci koupili mj. anglická vévodkyně z Marlborough, ruský kníže Jusupov, bankéř Rothschild a petrolejářský magnát švédského původu Emmanuel Nobel.
Brzy po roce 1917 byl větší počet Fabergého vajec z carských a jiných sbírek odvezen z Ruska. V roce 1927 bylo několik vajec z finančních důvodů na Stalinův příkaz prodáno do ciziny a dostalo se do majetku soukromých osob. První sbírku vajec i jiných Fabergého klenotů po druhé světové válce shromáždil americký tiskový magnát Malcolm S. Forbes; sbírku po Forbesově smrti jeho dědicové nabídli do aukce a již v únoru 2004 ji koupil ruský oligarcha Viktor Vekselberg; v současnosti jsou nejatraktivnějšími exponáty Vekselbergem založeného Muzea Fabergé v Petrohradu. Další z těchto vajec byla v posledních letech vydražena za vysoké částky v různých aukcích, zejména v londýnské aukční síni Sotheby's.
Historikům umění jsou známi majitelé či známo místo uložení 43 vajec. K nim patří kromě objektů ve Vekselbergově majetku dále mj. deset vajec uložených v klenotnici Moskevského kremlu (Oružejnaja palata). Tři vejce jsou v uměleckých sbírkách britské královské rodiny (Royal Collection) v Londýně, kam se dostala jako dary Alexandře Dánské (v letech 1901–1910 britská královna), sestře Marie Fjodorovny, matky cara Mikuláše II.
Fabergého vejce jsou (až na výjimku – „Vojenské ocelové vejce“) zhotovena zásadně ze zlata, drahých kamenů nejvyšší gemologické kvality a jiných drahocenných materiálů (slonovina, perleť) s využitím technik pestrobarevného opakního či translucidního emailu a gravírování. Každé z vajec je otevírací a každé skrývá jiné překvapení. Některá jsou pojízdná na kolečkách, jiná se dají rozebrat, jedno v sobě ukrývá lokomotivu, několik jich má vyklápěcí stojánky na portrétní miniatury členů rodiny cara Mikuláše II. Některá vejce v sobě skrývají důmyslný mechanismus pro pohyb, figurku nebo stavbu. Pro svou vysokou uměleckou hodnotu, špičkovou kvalitu výroby, důmyslné technické řešení a vysokou cenu použitých materiálů patří tato šperková vejce k nejvzácnějším klenotům na světě a dodnes jsou celosvětově uznávána jako symbol klenotnického umění doby historismu a synonymum luxusu.

## Napodobeniny a padělky
Brzy po ukončení původní výroby, již ve 20. letech 20. století se začaly šířit padělky vajec i jejich miniaturní napodobeniny. Nepřehlednosti situace nahrávali Fabergého synové, kteří se pokoušeli uspokojit trh. Druhá velká vlna padělatelství i s perfektními puncy nastala počátkem 21. století s nástupem 3D skenování do klenotnictví.[zdroj?]